# Sokone

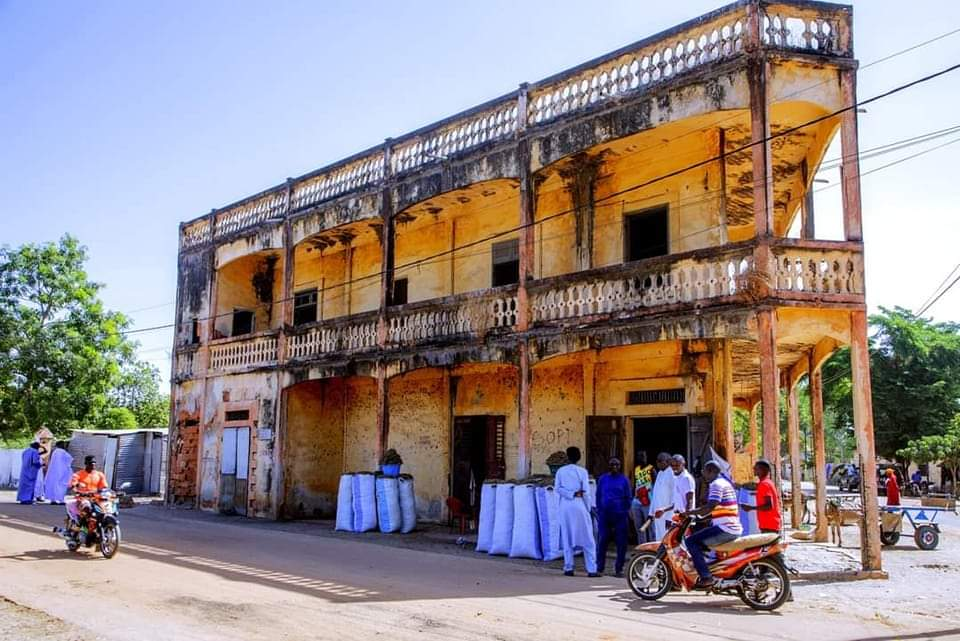
Bâtiment administratif des colons français à Sokone

Sokone (parfois Sokhone) est une commune du Sénégal située dans le Sine-Saloum, à l'ouest du pays. Elle fait partie du département de Foundiougne et de la région de Fatick.

## Histoire
Sokone était habité par des Socés (ethnie au Sénégal) d'où le nom sokono en langue socé[réf. nécessaire]

## Géographie
Sokone est situé au bord d'un bolong, dans un paysage de mangroves, à proximité du Parc national du delta du Saloum.

### Population
Lors des recensements de 1988 et 2002, la population était respectivement de 8 552 et 11 124 habitants.
Fin 2013, selon les estimations officielles, Sokone comptait environ 14 500 personnes.Et maintenant la population de Sokone passe de 14 500 personnes à 18 000 personnes en 2024

### Économie
Sokone se trouve sur l'axe routier (N5) qui relie Kaolack à Banjul (Gambie) passant par ndiaffate(autre commune de la localité) 
Les principales ressources locales sont l'agriculture, notamment la production de noix de cajou, la pêche et l'élévage 

## Patrimoine
La mosquée de El Hadj Amadou Dème est inscrite sur la liste des monuments historiques du Sénégal. La localité abrite également quelques bâtiments coloniaux.

## Jumelage
- Ribérac (France)[5]
- Zemst (Belgique)

## Liste des maires
- Amadou Bocar Mbow 1er Maire(1969-1978)
- Mamadou Waly Ndiaye 2è Maire (1978-1996)
- Abdoulaye Mbaye 3è Maire (1996-2001)
- Mamadou Alioune Mbow 4è Maire (2001-2009)
- El hadji mbara Sène (2009-2014)
- Mamadou Moustapha Gueye (2014-2022)

Abdou Latif Coulibaly (2022)

## Personnalités nées à Sokone
- Lamine Cissé (1939-2019), général
- Amadou Dème (1890-1973), guide religieux[6]
- Annette Mbaye d'Erneville (1926-), journaliste, femme de lettres et de radio
- Abdou Latif Coulibaly (1955-), journaliste, ministre de la culture
- Ibrahima Mbow (baye sidy) (1963-), Président de l'Union citoyenne (parti politique)

## Etablissements
- Ecole Elhadji Abdourahmane SY Ex Sokone 1
- Ecole Alpha M S DIALLO Ex Sokone 2
- Ecole Sokone 3
- Ecole Sokone 4
- Ecole Sokone 5
- Ecole Sokone 6
- Ecole Sokone 7
- CEM Macodou NDIAYE
- CEM Sokone 2
- Lycée Mamadou Amadou DEME de Sokone
- Centre de Formation Professionnelle de Sokone